# Carretera Estatal de Indiana 10
La Carretera Estatal de Indiana 10, y abreviada SR 10 (en inglés: Indiana State Road 10) es una carretera estatal estadounidense ubicada en el estado de Indiana. La carretera inicia en el oeste desde la IL 114  cerca de Lake Village hacia el este en la IN 19  cerca de Etna Green. La carretera tiene una longitud de 137,3 km (85.3 mi).

## Mantenimiento
Al igual que las autopistas interestatales, y las rutas federales y el resto de carreteras estatales, la Carretera Estatal de Indiana 10 es administrada y mantenida por el Departamento de Transporte de Indiana por sus siglas en inglés INDOT.

## Cruces
La Carretera Estatal de Indiana 10 es atravesada principalmente por la:
- US 41     en Lake Village
- I 65     en Roselawn
- US 231     en De Motte
- US 421     en San Pierre
- US 35     en Bass Lake
- US 31     en Argos.